# سكرية صغيرة
سكرية صغيرة قرية سوريّة تتبع إداريّاً لمحافظة حلب منطقة الباب ناحية عريمة، بلغ تعداد سكانها 2,332 نسمة حسب التعداد السكاني لعام 2004.